# FKクライペドス・グラニタス
FKクライペドス・グラニタス（リトアニア語: Futbolo Klubas Klaipėdos Granitas）は、リトアニアのクライペダをホームタウンとするサッカークラブ。

## 歴史
2012年、FKクライペドス・グラニタスは港湾都市クライペダで創設された。2012年はLFF IIリーガ・西部（3部）で4位、2013年はLFF Iリーガ（2部）で優勝し、Aリーガに初昇格した。Aリーガ昇格1年目の2014年シーズンは10チーム中8位だった。

2013-14シーズンのLFFタウレーでは、準々決勝でAリーガのFKシャウレイに勝利し、ベスト4に進出した。

## タイトル
- Iリーガ (リトアニア)（リトアニア語版） 優勝 (1) : 2013

## 過去の成績
| シーズン | ディビジョン  | 順位 | LFFタウレー |
| -------- | ------------- | ---- | ----------- |
| 2012     | IIリーガ 西部 | 4位  |             |
| 2013     | Iリーガ       | 1位  |             |
| 2014     | Aリーガ       | 8位  | 準決勝      |
| 2015     | Aリーガ       |      | 準々決勝    |

- 2シーズン - Aリーガ